# Gymnotus curupira
Gymnotus curupira és una espècie de peix pertanyent a la família dels gimnòtids.

## Descripció
- Fa 23,5 cm de llargària màxima.[4]

## Alimentació
Menja sobretot larves de quironòmids, crisàlides d'insectes i invertebrats que cauen de les capçades dels arbres.

## Hàbitat
És un peix d'aigua dolça, bentopelàgic i de clima tropical.

## Distribució geogràfica
Es troba a Sud-amèrica: conca del riu Amazones al Brasil i el Perú.

## Observacions
És inofensiu per als humans i capaç de sobreviure fora de l'aigua durant moltes hores en un substrat humit.